# Nicolas Hartmann
Nicolas Hartmann (Altkirch, 3 maart 1985) is een Frans voormalig wielrenner.

## Belangrijkste overwinningen
2006
- 1e etappe Tour des Pays de Savoie

2007
- 8ste etappe Ronde van de Toekomst

## Resultaten in voornaamste wedstrijden
| Jaar | Ronde van Italië | Ronde van Frankrijk | Ronde van Spanje |
| ---- | ---------------- | ------------------- | ---------------- |
| 2008 | 127e             |                     |                  |

| Jaar | Ronde van Lombardije |
| ---- | -------------------- |
| 2008 | 79e                  |

## Ploegen
- 2005 - Cofidis, Le Crédit par Téléphone (Stagiair vanaf 01-08)
- 2006 - Cofidis, Le Crédit par Téléphone (Stagiair vanaf 01-08)
- 2007 - Cofidis, Le Crédit par Téléphone
- 2008 - Cofidis, Le Crédit par Téléphone
- 2009 - Bretagne-Armor Lux